# Árgusszemű cincér
Az árgusszemű cincér (Phytoecia argus) a cincérfélék családjába tartozó, Eurázsiában honos, ernyősvirágúakon élő bogárfaj. 

## Megjelenése
Az árgusszemű cincér testhossza 9-21 mm. Az előtor oldalai enyhén ívesek, a szárnyfedők oldalvonalai a vállaktól végig keskenyednek. Előtora sárgásvörös, közepén két, alsó pereménél három, oldalain további egy-egy (összesen hét) fekete petty látható. Elülső és hátulsó szegélye nem fekete, csak az oldalszegélye, illetve a melltő oldala. A fejtetőn az előtor elülső szegélyétől gyakran fedetten három, és a homlokon a csápdudorok között további három kis fekete pont található. Szárnyfedőinek alapszíne fekete (a vállszöglet alul sárga) de felületét sűrűn befedik a lesimuló szürkéssárga szőrök; A lehajló szegély szőrözete a válltól a csúcsig fekete, emiatt a szárnyfedők szegélye feketének, felülete viszont szürkének tűnik. Lábai sárgák, lábfejei feketék, az elülső comb vége alul, a középső alul-felül, és a hátulsó köröskörül fekete.  A középső és hátulsó lábszár vége is kissé fekete. Potroha sárga, az első és a második szelvény a szegélye kivételével fekete, a két utolsó szelvény többnyire teljesen sárga, olykor fekete folttal.

## Elterjedése és életmódja
Délkelet- és Kelet-Európában honos, Északkelet-Olaszországtól a Kárpát-medencén és a Balkánon keresztül Nyugat-Oroszországig. Magyarországon ritka, az Alföldön és a dombvidéken ismertek állományai (pl. Budapest környéke, Kecskemét, Kalocsa, Kiskunfélegyháza, Tiszaalpár, Sukoró, Siófok, Sátoraljaújhely).
Karsztos dombvidékek, sziklafüves lejtők, száraz sztyepprétek, homoki rétek lakója. Lárvája néhány ernyősvirágzatú növényfaj (pl. szürke nyúlkapor, különböző gurgolya (Seseli) fajok) gyökérzetében él. A gyökérben is bábozódik be és imágóként telel át. Áprilistól júniusig rajzik és többnyire a tápnövényén tartózkodik. 
Magyarországon védett, természetvédelmi értéke 10 000 Ft.